# Romeo Sacchetti
Pour les articles homonymes, voir Sacchetti.
Romeo « Meo » Sacchetti, né le 20 août 1953 à Altamura, en Italie, est un joueur italien de basket-ball, évoluant au poste d'ailier, devenu entraîneur.

## Biographie
En novembre 2015, Sacchetti est limogé de son poste d'entraîneur de Sassari en raison de résultats sportifs insuffisants en Euroligue. Son remplaçant est Marco Calvani.

### Palmarès
- Finaliste des Jeux olympiques 1980
- Champion d'Europe 1983
- 3e du championnat d'Europe 1985